# アカデミーコモン
アカデミーコモン（英: Academy Common）は東京都千代田区神田駿河台1丁目3に立地する、教育施設、多目的ホール、博物館、交流サロン、カフェなどからなる複合施設であり、明治大学駿河台キャンパスを構成する校舎群のひとつである。

## 概説
2003年竣工。駿河台キャンパスB地区（かつての大学院校舎と5、6、7号館跡地）の明大通り沿いに立地。
専門職大学院は、ガバナンス研究科（公共政策大学院）、グローバル・ビジネス研究科（ビジネススクール）、会計専門職研究科（会計大学院）、法務研究科（ロースクール）が入居する。
生涯学習機関として1999年に開講したリバティーアカデミーは、年間約400講座が開設され、約18,000人の受講者が学ぶ。2015年には女性社会人向けの学び直しプログラム「女性のためのスマートキャリアプログラム」を開講。
ベンチャー企業の育成や、学外機関との共同開発を目的としたインキュベーションセンターを設置。アメリカ合衆国ニューヨーク市に本部を置き、国際的に大きな影響力を持つ人権NGOである「ヒューマン・ライツ・ウォッチ」はアジア進出の際に東京事務所をアカデミーコモン内に開設し、多くのシンポジウムの開催や研究連携などを通じて国際人権問題への連携活動を実施した。
1200人収容の「明治大学アカデミーホール」は、内外の有識者を招いた国際シンポジウム、学術会議などの他、演劇やコンサートなどにも使用され、アマチュア演劇最大規模の「明治大学シェイクスピアプロジェクト」や御茶ノ水JAZZ祭などが定期上演されている。また、学外のシンポジウム、映画試写会などにも使用されている。
地下に設置されている「明治大学博物館」は、商品部門・刑事部門・考古部門と、大学史展示室、特別展示室から成る。大学博物館の先進的モデルケースと評価され、国内外の大学・研究機関など各種教育団体による視察・研修などが多い。全日本博物館学会事務局が学芸員養成課程実習室内に置かれ、全国37の大学博物館関係者が一堂に会する『ユニバーシティ・ミュージアム・ミーティング』を初めて開催している。考古部門は国内有数のコレクションを誇り、旧石器時代の岩宿遺跡や砂川遺跡の出土品などを始め、多数の重要文化財、重要美術品を展示している。

## 建築
設計は久米設計。AACA賞受賞。
明治大学の生涯学習、社会連携機関の拠点として、様々な分野、世代の人々の知の探求及び、出会いと交流の場となるよう建設された。
交流サロンは、トップライトプリズムとよばれる大きな吹き抜け空間などが特徴で、グッゲンハイム・フェロー受賞のコンテンポラリーアーティスト、チャールズ・ロスがディレクションを担当。
照明デザインでは、近田玲子がリバティタワー以来、明治大学駿河台キャンパス整備計画に携わっている。
アカデミーホールは、永田音響設計が音響を担当。緞帳には平山郁夫画伯作の東方見聞録（マルコ・ポーロ）が採用されている。

## 施設

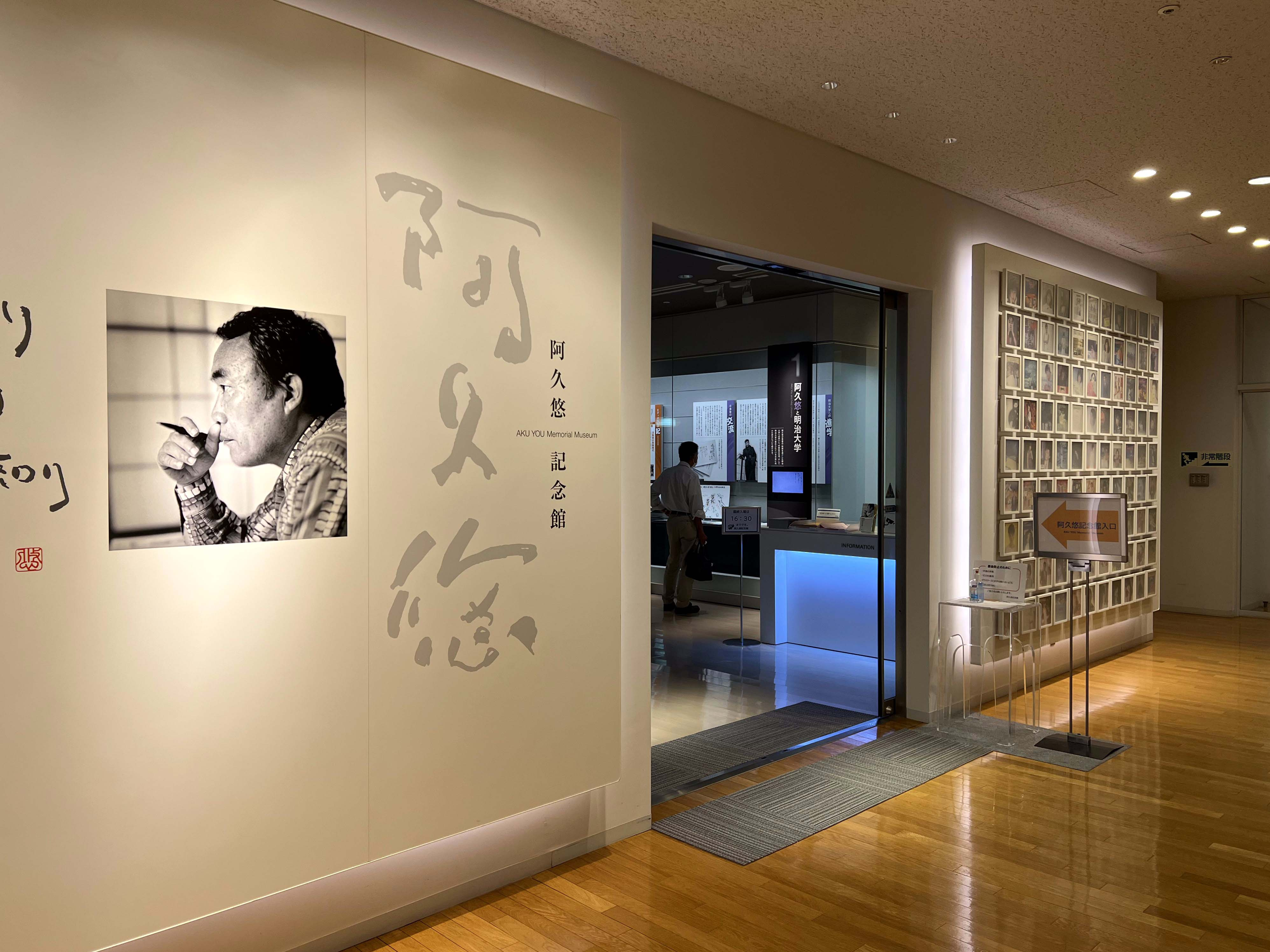
阿久悠記念館

## アクセス

### JR
- JR御茶ノ水駅 - 御茶ノ水橋出口より徒歩3分

### 東京メトロ
- 東京メトロ丸ノ内線 - 御茶ノ水駅より徒歩5分
- 東京メトロ千代田線 - 新御茶ノ水駅より徒歩5分
- 東京メトロ半蔵門線 - 神保町駅より徒歩8分

### 都営線
- 都営地下鉄新宿線 - 小川町駅より徒歩8分
- 都営地下鉄三田線・新宿線 - 神保町駅より徒歩8分